# Pergamos (mitologia)
Pergamos – w mitologii greckiej syn Neoptolemosa i jego branki Andromachy. Po śmierci ojczyma, Helenosa wraz z matką wyemigrował do Azji i założył miasto Pergamon. Iliada nie podaje o nim, ani o jego braciach żadnych szczegółów.